# Гоч, Николай
Никола́й Гоч (нем. Nikolai Goc; 17 июня 1986, Кальв) — немецкий хоккеист. Амплуа — защитник. Игрок клуба «Битингхайм Стилерз».

## Карьера
Гоч начал свою профессиональную карьеру в клубе «Швеннингер Уайлд Уингз» в 2002 году. На тот момент «Швеннингер» выступал в первой немецкой лиге (DEL), но в 2003 году клуб выбыл из первой лиги во вторую и Гоч не стал продлевать контракт, а перешёл в «Адлер Мангейм». В основной команде не смог закрепиться и был переведён в молодёжную команду. В 2004 году перешёл в клуб одной из низших лиг Wölfe Freiburg, где провёл два сезона. В 2006 году перешёл в команду высшей лиги (DEL) «Ганновер Скорпионс», но в основном сидел в запасе, в связи с этим был отдан в аренду клубу второй лиги «РЕВ Бремерхафен». В 2010 году перешёл в один из сильнейших клубов Германии «Адлер Мангейм», где нашёл свою игру и закрепился в основном составе команды. Тренеры национальной сборной приметили игрока и стали постоянно привлекать в сборную.
В составе национальной сборной Германии участник чемпионатов мира 2010 и 2011. В составе молодёжной сборной Германии участник чемпионата мира 2006. В составе юниорской сборной Германии участник чемпионата мира 2004.
У Николая есть два старших брата, которые тоже являются профессиональными хоккеистами. Саша выступает в клубе «Ганновер Скорпионс», а Марцель Гоч является нападающим сборной Германии и клуба НХЛ «Флорида Пантерз».

## Статистика
| 2002-03   | Швеннингер Уайлд Уингз | DEL       | 1   | 0 | 0  | 0  | 0   | —  | — | — | — | —  |
| 2004-05   | Wölfe Freiburg         | 2. BL     | 50  | 1 | 2  | 3  | 52  | —  | — | — | — | —  |
| 2005-06   | Wölfe Freiburg         | 2. BL     | 48  | 0 | 0  | 0  | 81  | —  | — | — | — | —  |
| 2006-07   | Ганновер Скорпионс     | DEL       | 10  | 0 | 0  | 0  | 2   | 3  | 1 | 1 | 2 | 4  |
| 2006-07   | РЕВ Бремерхафен        | 2. BL     | 34  | 0 | 4  | 4  | 77  | 6  | 0 | 3 | 3 | 10 |
| 2007-08   | Ганновер Скорпионс     | DEL       | 44  | 0 | 8  | 8  | 30  | 3  | 0 | 0 | 0 | 0  |
| 2007-08   | РЕВ Бремерхафен        | 2. BL     | 11  | 1 | 1  | 2  | 14  | —  | — | — | — | —  |
| 2008-09   | Ганновер Скорпионс     | DEL       | 23  | 0 | 1  | 1  | 10  | 11 | 0 | 2 | 2 | 6  |
| 2008-09   | РЕВ Бремерхафен        | 2. BL     | 16  | 0 | 2  | 2  | 18  | —  | — | — | — | —  |
| 2009-10   | Ганновер Скорпионс     | DEL       | 45  | 1 | 6  | 7  | 38  | 11 | 0 | 1 | 1 | 10 |
| 2009-10   | РЕВ Бремерхафен        | 2. BL     | 1   | 0 | 0  | 0  | 0   | —  | — | — | — | —  |
| 2010-11   | Ганновер Скорпионс     | DEL       | 6   | 0 | 0  | 0  | 2   | —  | — | — | — | —  |
| 2010-11   | Адлер Мангейм          | DEL       | 43  | 2 | 9  | 11 | 57  | 6  | 0 | 0 | 0 | 4  |
| DEL Всего | DEL Всего              | DEL Всего | 172 | 3 | 24 | 27 | 139 | 34 | 1 | 4 | 5 | 24 |